# Toma Jurcă
Toma Jurcă (* 1. Januar 1928 in Voiteg, Königreich Rumänien; † 25. März 2013) war ein rumänischer Fußballspieler und -trainer.

## Sportlicher Werdegang
Jurcă begann mit dem Fußballspielen bei Ripensia UMT, mit dem Klub wurde er Juniorenmeister. Anschließend spielte er bei CFR Timișoara, Știința Iași, Tractorul Brașov und UTA Arad. In 102 Spielen in der Divizia A hatte er als Aktiver 17 Tore erzielt. Beim unterklassig antretenden Vagonul Arad ließ er seine Karriere ausklingen, dort trat er auch seinen ersten Trainerposten an. Seinen größten Erfolg erreichte er in der Spielzeit 1967/68, als die Mannschaft im Landespokal das Halbfinale erreichte und in die Divizia A aufstieg. Als Tabellenletzter verabschiedete sich der Klub jedoch nach nur einer Spielzeit wieder aus der Erstklassigkeit. Anschließend arbeitete Jurcă beim FC Politehnica Timișoara, ehe er zu UTA Arad zurückkehrte und mit dem Klub im Europapokal antrat. Später trainierte er erneut Vagonul Arad und Șoimii Lipova.